# Jonathan Morsay
Jonathan Morsay (sinh ngày 5 tháng 10 năm 1997) là một cầu thủ bóng đá người Thụy Điển thi đấu cho GIF Sundsvall.